# Fiat Grande Punto
Fiat Grande Punto — легковой автомобиль концерна Fiat, 2005—2018 года. Являлся третьим поколением модели Fiat Punto. Grande Punto и Opel Corsa D использовали платформу GM Fiat Small, которая была разработана совместно инженерами Fiat и GM; поэтому эти автомобили связывает до 30 % общих деталей.
В 2009 году на автомобильной выставке во Франкфурте была продемонстрирована обновлённая модель Grande Punto под названием Punto Evo. 
Для европейского рынка автомобили собирались непосредственно в Италии. Для южноамериканского рынка Grande Punto собирали в Бразилии, а для азиатского — в Индии.

## Двигатели
| Модель        | Объём    | Мощность            | Производство      | Примечание              |
| ------------- | -------- | ------------------- | ----------------- | ----------------------- |
| Бензиновые    |          |                     |                   |                         |
| 1.2 8V        | 1242 см³ | 48 кВт (65 л. с.)   | с 09/2005         |                         |
| 1.4 8V        | 1368 см³ | 57 кВт (77 л. с.)   | с 09/2005         |                         |
| 1.4 16V       | 1368 см³ | 70 кВт (95 л. с.)   | с 03/2006         |                         |
| 1.4 16V T-JET | 1368 см³ | 88 кВт (120 л. с.)  | с 06/2007         | Turbo                   |
| 1.4 16V T-JET | 1368 см³ | 114 кВт (155 л. с.) | с 10/2008         | Turbo/только для Abarth |
| Дизельные     |          |                     |                   |                         |
| 1.3 16V JTD   | 1248 см³ | 55 кВт (75 л. с.)   | с 09/2005         |                         |
| 1.3 16V JTD   | 1248 см³ | 66 кВт (90 л. с.)   | с 09/2005         |                         |
| 1.6 16V JTD   | 1598 см³ | 88 кВт (120 л. с.)  | с 09/2008         |                         |
| 1.9 8V JTD    | 1910 см³ | 88 кВт (120 л. с.)  | 03/2006 — 08/2008 | только пятидверный      |
| 1.9 8V JTD    | 1910 см³ | 96 кВт (130 л. с.)  | 09/2005 — 08/2008 |                         |
| Газовый       |          |                     |                   |                         |
| 1.4 8V NP     | 1368 см³ | 51 кВт (70 л. с.)   | с осени 2008      | бак встроен в пол       |

## Безопасность
В тесте EuroNcap 2005 года Fiat Grande Punto получил 5 звезд.
Повторно модель была испытана в EuroNCAP в 2017 году, когда она называлась уже просто Fiat Punto. Эта модель стала первой в истории краш-тестов EuroNCAP получившей рейтинг 0 звёзд. Главная причина — низкая защита шеи заднего пассажира.
| Euro NCAP                                                          | Euro NCAP | Euro NCAP | Euro NCAP             |
| ------------------------------------------------------------------ | --------- | --------- | --------------------- |
| · общий рейтинг                                                    |           |           |                       |
| 51%                                                                | 43%       | 52%       | 0%                    |
| взрослый пассажир                                                  | ребёнок   | пешеход   | активная безопасность |
| Протестированная модель: FIAT Punto 1.2 6v 65 CV E4 5p Easy (2017) |           |           |                       |

## Фотографии

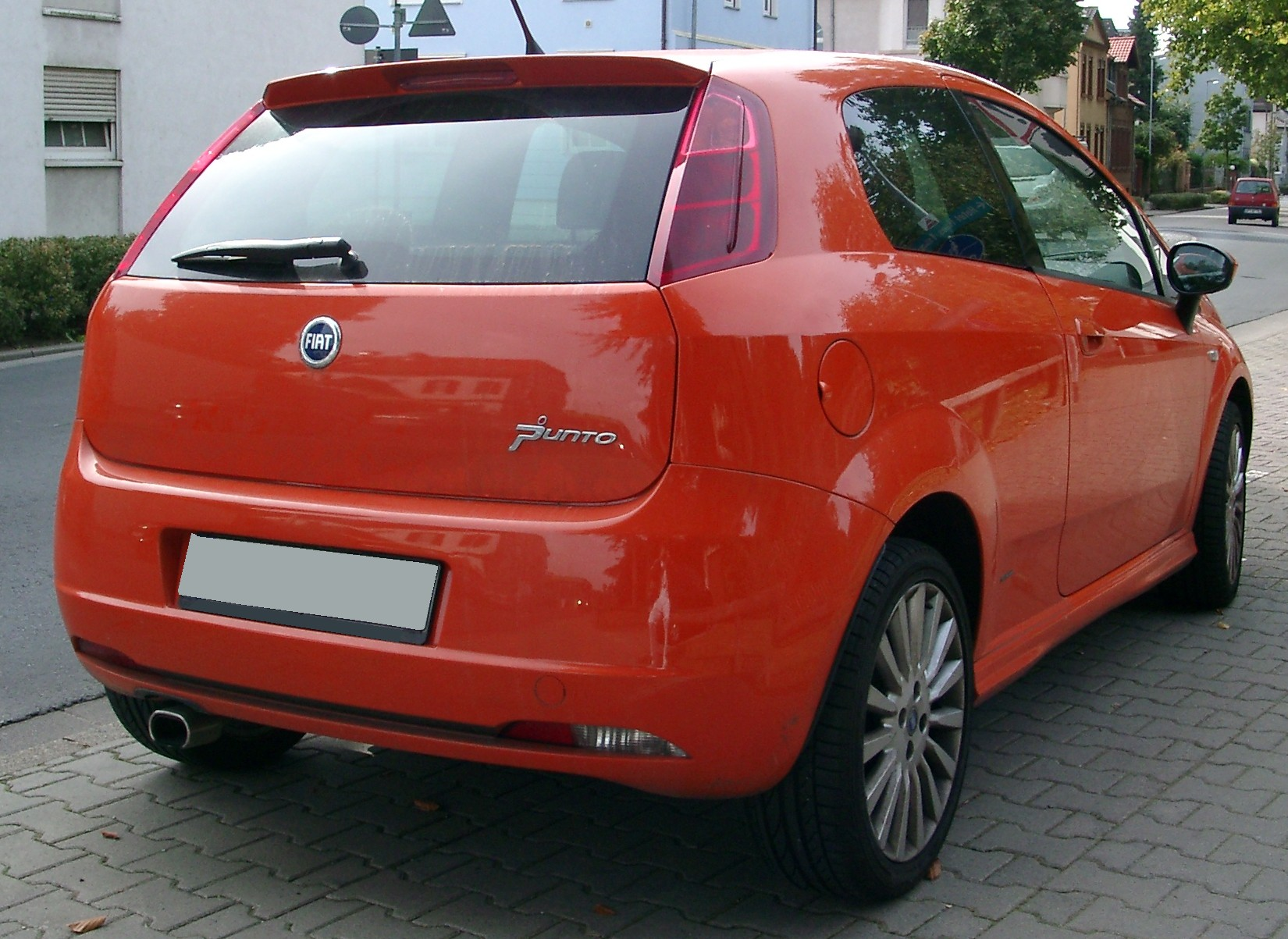
Grande Punto трёхдверный
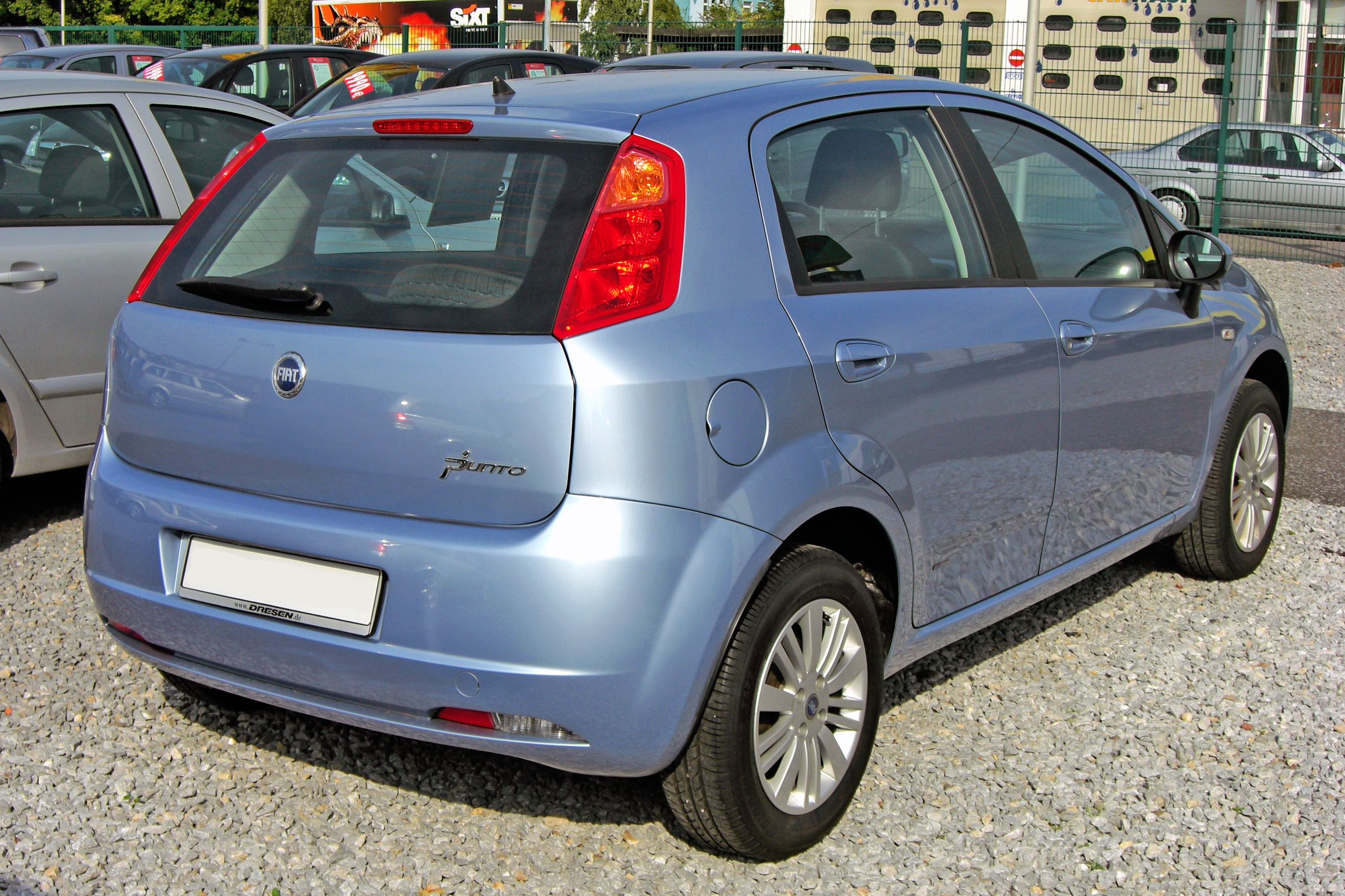
Fiat Grande Punto пятидверный (с 2006)
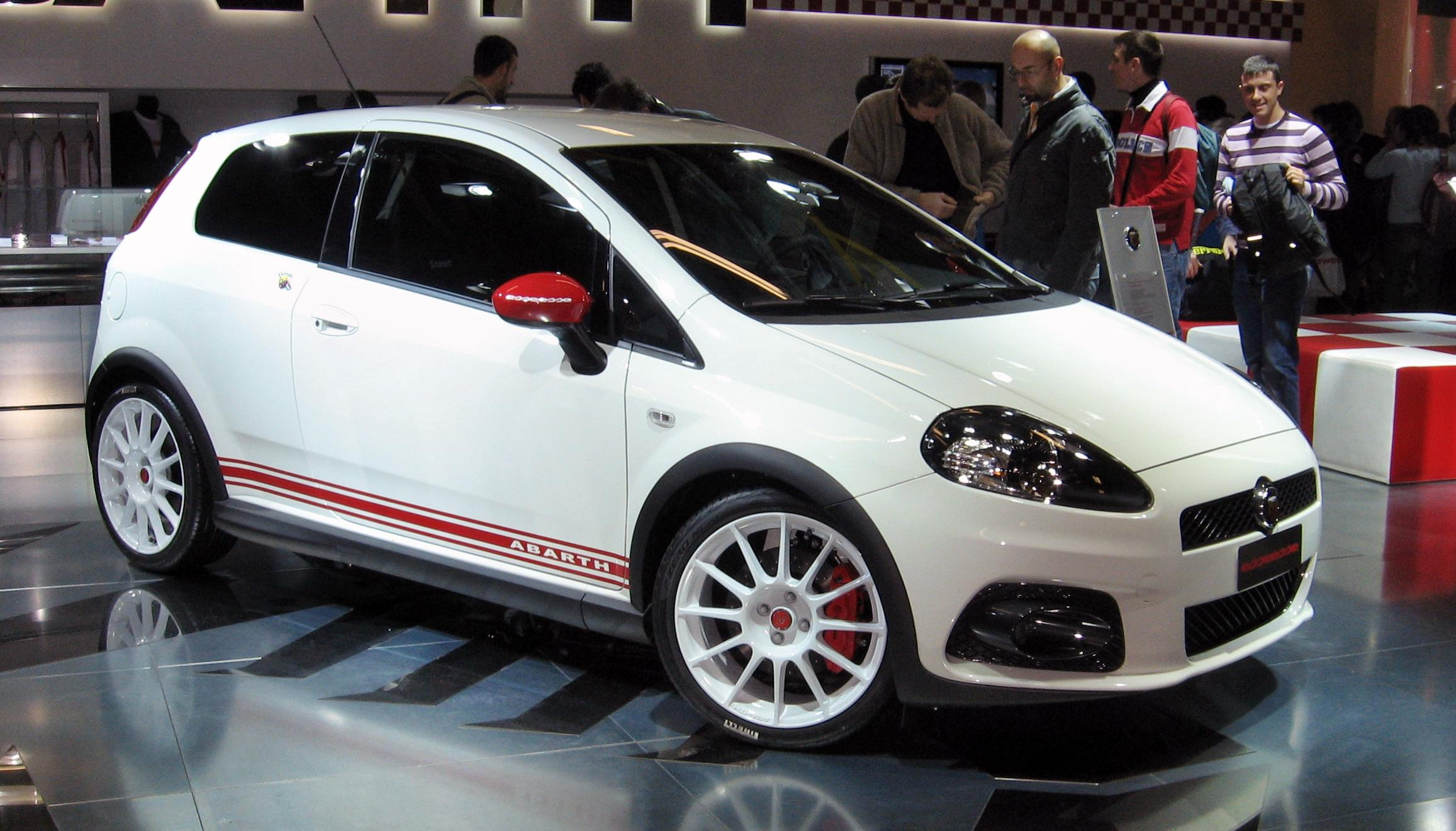
Fiat Grande Punto Abarth